# Efim Bogoljubow

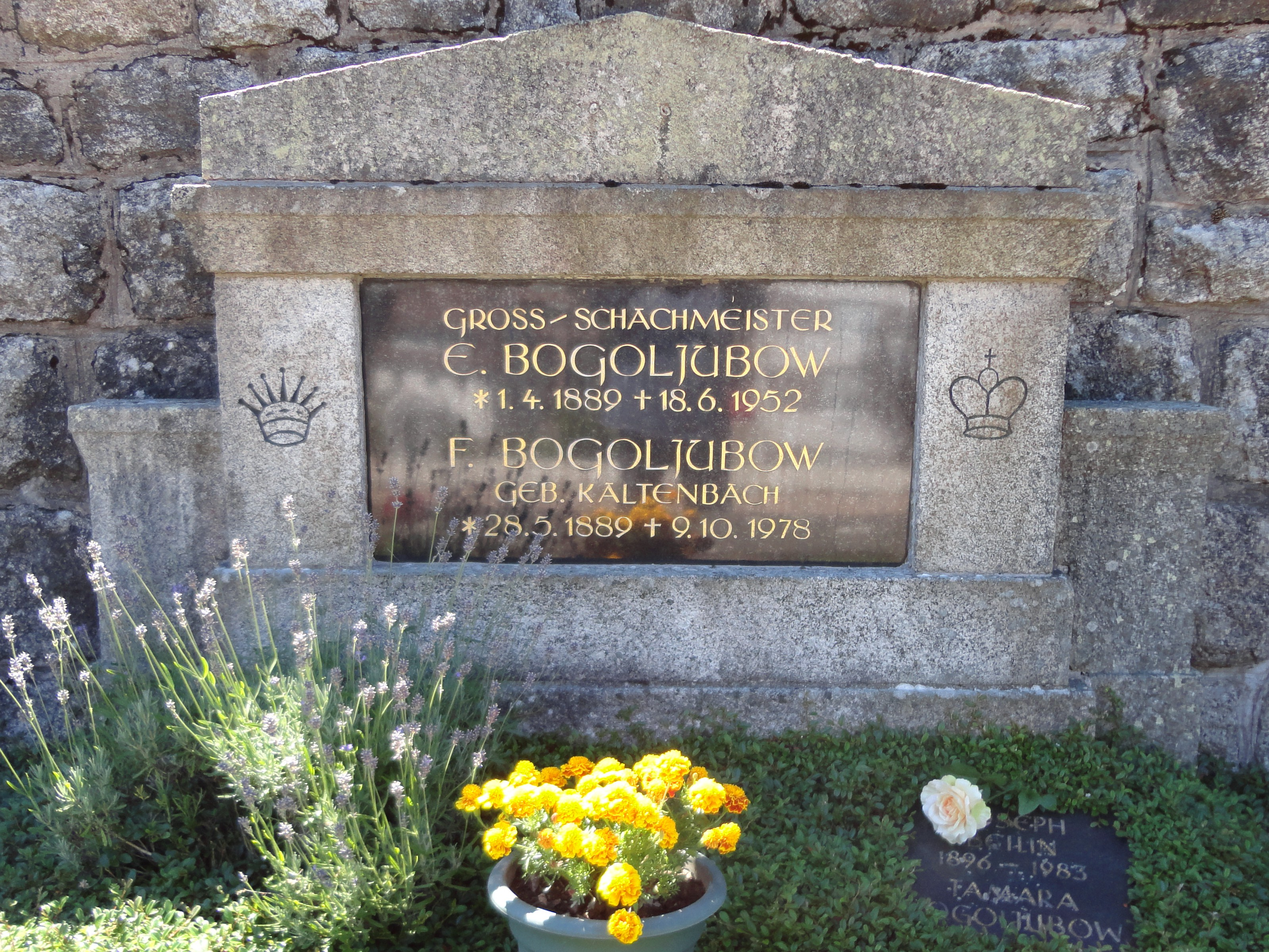
Efim Bogoljubow, Triberg
(1.4.1889 – 18.6.1952)

Efim Dmitriyevich Bogoljubow foi um jogador de xadrez, Grande-Mestre e um dos melhores jogadores da década de 1920. Nasceu na Ucrânia e adquiriu cidadania alemã em 1929, passando a grafia alemã Bogolyubov para seu nome. Estudou teologia e agricultura antes de se profissionalizar como jogador de xadrez. Sua carreira começou em 1911 e apesar dos resultados modestos no Campeonato de xadrez russo em 1911 e 1914, realizado em São Petersburgo, recebeu o título de Mestre russo ao vencer Georg Henryk Salwe. Bogoljubow participava do Torneio de xadrez de Mannhein de 1914 quando a primeira guerra mundial começou, e foi um dos poucos jogadores que melhorou seu jogo durante o conflito.
Seus melhores resultados foram entre 1922 e 1928 embora alguns fossem erráticos. De dezessete fortes torneios que participou, venceu oito mas em algumas ocasiões seu aproveitamento foi inferior a 50%. Seus principais resultados no período foram no Torneio de xadrez de Piest de 1922 a frente de Alexander Alekhine, Carlsbad (1923) empatado com Alekhine e Géza Maróczy. Venceu também os torneios soviéticos de 1924-1925 e o campeonato aberto da alemanha, a frente de Akiba Rubinstein, tornando-se o único jogador a deter os dois fortes títulos ao mesmo tempo. Venceu ainda também o Torneio de xadrez de Moscou de 1925, a frente dos ex-campeões mundiais Emanuel Lasker e José Raul Capablanca.
Após vencer no Torneio de xadrez de Berlim de 1926, foi proibido de voltar a URSS sendo considerado traidor. Ele então venceu os torneios de Bad Homburg (1927), Berlim (1928) e Bad Kissengen (1928), a frente de Capablanca, Rubinstein e Max Euwe. Estes bons resultados o encorajaram a desafiar Alekhine pelo título mundial e, embora estivesse no auge, foi derrotado por (+5=9-11). Após esta derrota, teve poucos sucessos sendo o melhor resultado o segundo lugar em Bled (1931), o 1º lugar no campeonato alemão de 1931 e segundo lugar no primeiro tabuleiro na Olimpíada de xadrez de 1931. Em 1934 terminou em quarto um campeonato realizado em Zurique e perdeu outra partida pelo título mundial para Alekhine. Bogoljubow disputou ainda mais de 50 torneios terminando em primeiro lugar em quase a metade, sendo os melhores resultados Bad Nauheim (1935), Berlim (1935), Bad Elster (1938), Stuttgard (1939) e Bad Pyrmont (1949) onde venceu o campeonato alemão pela quarta e última vez.

## Principais resultados em torneios
| Data | Local              | Colocação | Observações |
| ---- | ------------------ | --------- | --- |
| 1923 | Carlsbad 1923      | 2         | Vencido por Alexander Alekhine e com Geza Maroczy em terceiro.                                                                  |
| 1925 | Baden-Baden 1925   | 4         | Vencido por Alexander Alekhine e com participação de Akiba Rubinstein, Friedrich Sämisch, Savielly Tartakower e Frank Marshall. |
| 1925 | Moscou 1925        | 1         | Superou Capablanca e Lasker por 1 ponto e meio.                                                                                 |
| 1928 | Bad Kissingen 1928 | 1         | Torneio com participação de José Raul Capablanca, Max Euwe, Akiba Rubinstein e Aaron Nimzovitch.                                |
| 1930 | Sanremo 1930       | 4         | Com Aaron Nimzowitsch em segundo,Akiba Rubinstein em terceiro.                                                                  |
| 1931 | Bled 1931          | 2         | Vencido por Alexander Alekhine, com participação de Aaron Nimzowitsch, Isaac Kashdan e Milan Vidmar.                            |